# Seznam farností litoměřické diecéze

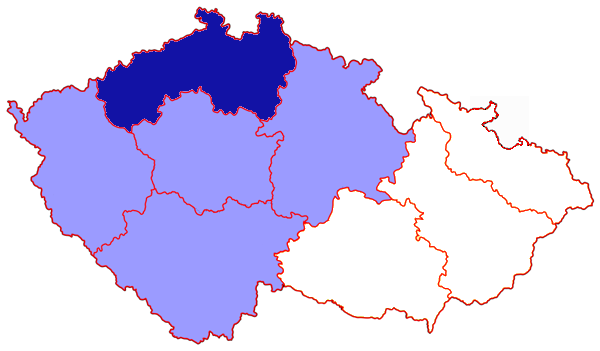
Litoměřická diecéze je označena na mapě České republiky tmavě modrou barvou

Litoměřická diecéze je k prosinci 2014 územně členěna na 383 farností. Farnosti litoměřické diecéze někdy bývají sdruženy po několika do tzv. farních obvodů (kolatur), které spravuje jeden duchovní správce – farář nebo administrátor farnosti. Každá farnosti připadá do jednoho z 10 vikariátů litoměřického diecéze. V čele každého vikariátu stojí okrskový vikář.

## Historický vývoj
Do roku 1993 měla litoměřická diecéze 450 farnosti. Když došlo k založení plzeňské diecéze, některé farnosti byly připojeny k této nové diecézi a některé připadly k pražské arcidiecézi. Naopak do litoměřické diecéze připadlo pět farností z pražské arcidiecéze. Do 31. prosince 2012 se litoměřická diecéze skládala ze 437 farností.
K litoměřické diecézi byla vejprtská farnost přiřazena od 1. ledna 2013 .
Od 1. ledna 2013 došlo k redukci počtu farností v krušnohorském vikariátu a k litoměřické diecézi, na základě dekretu Kongregace pro biskupy, byla přiřazena vejprtská farnost z plzeňské diecéze. Počet farností se v litoměřické diecézi se ustálil na čísle 383.

## Přehled farností litoměřické diecéze
| Farnost                         | Titul                    | Vikariát         | Kanonický vznik | Historie                                                                        | Matriky | Diecézní katalog | MK ČR                                             |
| ------------------------------- | ------------------------ | ---------------- | --------------- | ------------------------------------------------------------------------------- | ------- | ---------------- | ------------------------------------------------- |
| Albrechtice v Jizerských horách |                          | liberecký        | 1851            | od r. 1784 lokálie                                                              | od 1787 | katalog          | CPO Archivováno 17. 12. 2014 na Wayback Machine.  |
| Arnoltice                       |                          | děčínský         | 1647            | stará farnost z r. 1240                                                         | od 1785 | katalog          | CPO Archivováno 17. 12. 2014 na Wayback Machine.  |
| Bakov nad Jizerou               |                          | mladoboleslavský | neznámo         | velmi stará farnost                                                             | od 1718 | katalog          | CPO Archivováno 17. 12. 2014 na Wayback Machine.  |
| Bělá pod Bezdězem               |                          | mladoboleslavský | 1336            | velmi stará farnost                                                             | od 1664 | katalog          | CPO Archivováno 17. 12. 2014 na Wayback Machine.  |
| Bělá u Děčína                   |                          | děčínský         | 1852            | od r. 1786 lokálie                                                              | od 1788 | katalog          | CPO Archivováno 17. 12. 2014 na Wayback Machine.  |
| Benešov nad Ploučnicí           |                          | děčínský         | 1384            |                                                                                 | od 1581 | katalog          | CPO Archivováno 17. 12. 2014 na Wayback Machine.  |
| Bezdědice                       |                          | mladoboleslavský | 1855            | od r. 1787 lokálie                                                              | od 1765 | katalog          | CPO Archivováno 17. 12. 2014 na Wayback Machine.  |
| Bezděz                          |                          | mladoboleslavský | konec 13. stol. | stará farnost                                                                   | od 1658 | katalog          | CPO Archivováno 17. 12. 2014 na Wayback Machine.  |
| Bezno                           |                          | mladoboleslavský | neznámo         |                                                                                 | od 1650 | katalog          | CPO Archivováno 17. 12. 2014 na Wayback Machine.  |
| Bílina                          | arciděkanství od r. 1934 | teplický         | neznámo         | od r. 1061 plebánie; v r. 1216 sídlo arcidiakonátu                              | od 1591 | katalog          | CPO Archivováno 17. 12. 2014 na Wayback Machine.  |
| Bílý Kostel nad Nisou           |                          | liberecký        | 1854            | farnost již v r. 1400                                                           | od 1643 | katalog          | CPO Archivováno 17. 12. 2014 na Wayback Machine.  |
| Bitozeves                       |                          | lounský          | neznámo         | před r. 1360 plebánie                                                           | od 1669 | katalog          | CPO Archivováno 17. 12. 2014 na Wayback Machine.  |
| Blažim                          |                          | lounský          | 1656            | v r. 1186 plebánie řádu johanitů                                                | od 1651 | katalog          | CPO Archivováno 18. 12. 2014 na Wayback Machine.  |
| Blíževedly                      |                          | českolipský      | 1754            | stará farnost                                                                   | od 1657 | katalog          | CPO Archivováno 18. 12. 2014 na Wayback Machine.  |
| Blšany                          |                          | lounský          | neznámo         | založena před r. 1300                                                           | od 1649 | katalog          | CPO Archivováno 18. 12. 2014 na Wayback Machine.  |
| Bohosudov                       |                          | teplický         | 1852            | od r. 1786 lokálie; r. 1798 proboštství                                         | od 1787 | katalog          | CPO Archivováno 18. 12. 2014 na Wayback Machine.  |
| Bohušovice nad Ohří             |                          | litoměřický      | neznámo         | před r. 1384 plebánie; inkorporována Strahovu                                   | od 1715 | katalog          | CPO Archivováno 18. 12. 2014 na Wayback Machine.  |
| Bořejov                         |                          | českolipský      | 1725            | stará farnost                                                                   | od 1699 | katalog          | CPO Archivováno 18. 12. 2014 na Wayback Machine.  |
| Bořislav                        |                          | teplický         | neznámo         | před r. 1384 plebánie                                                           | od 1748 | katalog          | CPO Archivováno 18. 12. 2014 na Wayback Machine.  |
| Boseň                           |                          | turnovský        | 1687            | starobylá farnost                                                               | od 1687 | katalog          | CPO Archivováno 18. 12. 2014 na Wayback Machine.  |
| Bošín                           |                          | mladoboleslavský | 1862            | stará farnost                                                                   | od 1788 | katalog          | CPO Archivováno 18. 12. 2014 na Wayback Machine.  |
| Bozkov                          |                          | turnovský        | 1747            | od r. 1344 plebánie                                                             | od 1695 | katalog          | CPO Archivováno 18. 12. 2014 na Wayback Machine.  |
| Brenná                          |                          | českolipský      | 1856            | stará farnost, již před r. 1360                                                 | od 1660 | katalog          | CPO Archivováno 18. 12. 2014 na Wayback Machine.  |
| Brniště                         |                          | českolipský      | 1700            | stará farnost z r. 1350                                                         | od 1657 | katalog          | CPO Archivováno 18. 12. 2014 na Wayback Machine.  |
| Brozany nad Ohří                |                          | litoměřický      | neznámo         | od cca r. 1100 plebánie                                                         | od 1664 | katalog          | CPO Archivováno 18. 12. 2014 na Wayback Machine.  |
| Brtníky                         |                          | děčínský         | 1716            | stará farnost                                                                   | od 1675 | katalog          | CPO Archivováno 18. 12. 2014 na Wayback Machine.  |
| Březina nad Jizerou             |                          | turnovský        | 1856            | r. 1344 plebánie; r. 1787 lokálie                                               | od 1787 | katalog          | CPO Archivováno 18. 12. 2014 na Wayback Machine.  |
| Březno u Mladé Boleslavi        |                          | mladoboleslavský | 1747            | stará farnost                                                                   | od 1710 | katalog          | CPO Archivováno 18. 12. 2014 na Wayback Machine.  |
| Břvany                          |                          | lounský          | 1856            | kolem r. 1200 benediktinské proboštství; r. 1787 lokálie                        | od 1785 | katalog          | CPO Archivováno 18. 12. 2014 na Wayback Machine.  |
| Bukovno                         |                          | mladoboleslavský | 1858            | od r. 1773 expozitura                                                           | od 1775 | katalog          | CPO Archivováno 18. 12. 2014 na Wayback Machine.  |
| Bulovka                         |                          | liberecký        | 1741            | starobylá farnost                                                               | od 1741 | katalog          | CPO Archivováno 18. 12. 2014 na Wayback Machine.  |
| Buškovice                       |                          | lounský          | neznámo         | farnost vznikla kolem r. 1200                                                   | od 1636 | katalog          | CPO Archivováno 18. 12. 2014 na Wayback Machine.  |
| Býčkovice                       |                          | litoměřický      | neznámo         | ve 12. stol. komenda premonstrátů z Teplé                                       | od 1657 | katalog          | CPO Archivováno 18. 12. 2014 na Wayback Machine.  |
| Bystřice                        |                          | turnovský        | 1870            | starobylá farnost ze 14. stol.                                                  | neznámo | katalog          | CPO Archivováno 18. 12. 2014 na Wayback Machine.  |
| Bzí                             |                          | turnovský        | neznámo         | jedna z nejstarších farností                                                    | od 1669 | katalog          | CPO Archivováno 18. 12. 2014 na Wayback Machine.  |
| Cínovec                         |                          | teplický         | 1728            |                                                                                 | od 1827 | katalog          | CPO Archivováno 19. 12. 2014 na Wayback Machine.  |
| Církvice                        |                          | ústecký          | 1850            |                                                                                 | od 1700 | katalog          | CPO Archivováno 19. 12. 2014 na Wayback Machine.  |
| Cítoliby                        |                          | lounský          | neznámo         |                                                                                 | od 1663 | katalog          | CPO Archivováno 19. 12. 2014 na Wayback Machine.  |
| Cvikov                          |                          | českolipský      | neznámo         | jedna z nejstarších farností, vznikla před r. 1250                              | od 1650 | katalog          | CPO Archivováno 19. 12. 2014 na Wayback Machine.  |
| Čečelice                        |                          | mladoboleslavský | 1369            |                                                                                 | od 1729 | katalog          | CPO Archivováno 19. 12. 2014 na Wayback Machine.  |
| Čermná                          |                          | ústecký          | 1858            | farnost vznikla již ve 14. stol.                                                | od 1664 | katalog          | CPO Archivováno 19. 12. 2014 na Wayback Machine.  |
| Česká Kamenice                  | děkanství od r. 1517     | děčínský         | neznámo         |                                                                                 | od 1630 | katalog          | CPO Archivováno 19. 12. 2014 na Wayback Machine.  |
| Česká Lípa – in suburbio        |                          | českolipský      | 1787            | farnost zřízena při augustiniánském klášteře                                    | od 1787 | katalog          | CPO Archivováno 19. 12. 2014 na Wayback Machine.  |
| Česká Lípa – in urbe            | děkanství                | českolipský      | neznámo         | starobylé děkanství, zřízené kolem r. 1200                                      | od 1585 | katalog          | CPO Archivováno 19. 12. 2014 na Wayback Machine.  |
| Český Bukov                     |                          | ústecký          | 1739            | podle záznamu z r. 1376 v místě fara                                            | od 1673 | katalog          | CPO Archivováno 19. 12. 2014 na Wayback Machine.  |
| Český Dub                       | děkanství                | liberecký        | neznámo         |                                                                                 | od 1676 | katalog          | CPO Archivováno 19. 12. 2014 na Wayback Machine.  |
| Čížkovice                       |                          | litoměřický      | neznámo         | před r. 1384 plebánie                                                           | od 1679 | katalog          | CPO Archivováno 19. 12. 2014 na Wayback Machine.  |
| Desná                           |                          | liberecký        | 1905            | od r. 1903 expozitura                                                           | od 1903 | katalog          | CPO Archivováno 19. 12. 2014 na Wayback Machine.  |
| Deštná                          |                          | českolipský      | 1891            | lokálie neznámo od kdy                                                          | od 1669 | katalog          | CPO Archivováno 19. 12. 2014 na Wayback Machine.  |
| Děčín I                         | děkanství od r. 1702     | děčínský         | neznámo         | existuje již v 11. stol.                                                        | od 1596 | katalog          | CPO Archivováno 19. 12. 2014 na Wayback Machine.  |
| Děčín-Podmokly                  |                          | děčínský         | 1702            | r. 1384 plebánie                                                                | od 1596 | katalog          | CPO Archivováno 19. 12. 2014 na Wayback Machine.  |
| Dětřichov u Frýdlantu           |                          | liberecký        | 1866            | od r. 1786 lokálie                                                              | od 1784 | katalog          | CPO Archivováno 19. 12. 2014 na Wayback Machine.  |
| Dlažkovice                      |                          | litoměřický      | neznámo         | r. 1384 plebánie; do r. 1679 filiálka Třebenic                                  | od 1680 | katalog          | CPO Archivováno 19. 12. 2014 na Wayback Machine.  |
| Dlouhý Most                     |                          | liberecký        | 1849            | od r. 1787 lokálie                                                              | od 1787 | katalog          | CPO Archivováno 19. 12. 2014 na Wayback Machine.  |
| Dobranov                        |                          | českolipský      | 1392            | stará farnost                                                                   | od 1736 | katalog          | CPO Archivováno 19. 12. 2014 na Wayback Machine.  |
| Dobrovice                       | děkanství od r. 1766     | mladoboleslavský | neznámo         |                                                                                 | od 1673 | katalog          | CPO Archivováno 19. 12. 2014 na Wayback Machine.  |
| Doksany                         |                          | litoměřický      | 1782            | farnost zřízena po zrušení kláštera v r. 1782                                   | od 1784 | katalog          | CPO Archivováno 19. 12. 2014 na Wayback Machine.  |
| Doksy                           | děkanství                | českolipský      | neznámo         | stará farnost                                                                   | od 1711 | katalog          | CPO Archivováno 19. 12. 2014 na Wayback Machine.  |
| Dolánky                         |                          | litoměřický      | neznámo         | před r. 1352 plebánie                                                           | od 1657 | katalog          | CPO Archivováno 19. 12. 2014 na Wayback Machine.  |
| Dolní Bousov                    |                          | mladoboleslavský | 1753            | starobylá farnost                                                               | od 1753 | katalog          | CPO Archivováno 9. 1. 2015 na Wayback Machine.    |
| Dolní Krupá u Mnichova Hradiště |                          | mladoboleslavský | 1767            | starobylá farnost                                                               | od 1784 | katalog          | CPO Archivováno 9. 1. 2015 na Wayback Machine.    |
| Dolní Podluží                   |                          | děčínský         | 1860            | stará farnost; r. 1611 připojena k Jiřetínu                                     | od 1784 | katalog          | CPO Archivováno 9. 1. 2015 na Wayback Machine.    |
| Dolní Poustevna                 |                          | děčínský         | 1852            |                                                                                 | od 1760 | katalog          | CPO Archivováno 9. 1. 2015 na Wayback Machine.    |
| Dolní Ročov                     |                          | lounský          | 1675            | předtím plebánie august. kláštera                                               | od 1654 | katalog          | CPO Archivováno 9. 1. 2015 na Wayback Machine.    |
| Dolní Slivno                    |                          | mladoboleslavský | neznámo         |                                                                                 | od 1694 | katalog          | CPO Archivováno 9. 1. 2015 na Wayback Machine.    |
| Dolní Žleb                      |                          | děčínský         | 1853            | r. 1784 lokálie                                                                 | od 1780 | katalog          | CPO Archivováno 9. 1. 2015 na Wayback Machine.    |
| Domoušice                       |                          | lounský          | neznámo         |                                                                                 | od 1664 | katalog          | CPO Archivováno 9. 1. 2015 na Wayback Machine.    |
| Doubice                         |                          | děčínský         | 1810            |                                                                                 | od 1784 | katalog          | CPO Archivováno 9. 1. 2015 na Wayback Machine.    |
| Držkov                          |                          | turnovský        | neznámo         | starobylá farnost                                                               | od 1651 | katalog          | CPO Archivováno 9. 1. 2015 na Wayback Machine.    |
| Dubá                            | děkanství                | českolipský      | neznámo         | stará farnost                                                                   | od 1652 | katalog          | CPO Archivováno 9. 1. 2015 na Wayback Machine.    |
| Dubí u Teplic                   |                          | teplický         | neznámo         | expozitura od r. 1940 k farnosti Novosedlice                                    | neznámo | katalog          | CPO Archivováno 9. 1. 2015 na Wayback Machine.    |
| Dubnice                         |                          | českolipský      | 1858            | od r. 1363 plebánie; od r. 1797 lokálie                                         | od 1656 | katalog          | CPO Archivováno 4. 3. 2016 na Wayback Machine.    |
| Duchcov                         | děkanství od r. 1605     | teplický         | neznámo         | od r. 1369 plebánie                                                             | od 1647 | katalog          | CPO Archivováno 9. 1. 2015 na Wayback Machine.    |
| Frýdlant v Čechách              | děkanství od r. 1624     | liberecký        | neznámo         | stará farnost                                                                   | od 1661 | katalog          | CPO Archivováno 9. 1. 2015 na Wayback Machine.    |
| Fukov                           |                          | děčínský         | 1853            | od r. 1785 lokálie                                                              | od 1787 | katalog          | CPO Archivováno 9. 1. 2015 na Wayback Machine.    |
| Habartice u Krupky              |                          | teplický         | neznámo         | do r. 1702 filiální k Chlumci                                                   | od 1677 | katalog          | CPO Archivováno 21. 7. 2020 na Wayback Machine.   |
| Hejnice                         |                          | liberecký        | 1787            |                                                                                 | od 1772 | katalog          | CPO Archivováno 4. 3. 2016 na Wayback Machine.    |
| Hlavice                         |                          | liberecký        | 1705            | stará farnost z neznámého roku                                                  | od 1772 | katalog          | CPO Archivováno 4. 3. 2016 na Wayback Machine.    |
| Hodkovice nad Mohelkou          |                          | liberecký        | neznámo         | stará farnost z neznámého roku                                                  | od 1668 | katalog          | CPO Archivováno 4. 3. 2016 na Wayback Machine.    |
| Holany                          |                          | českolipský      | 1754            | stará farnost z neznámého roku, 14. stol.                                       | od 1672 | katalog          | CPO Archivováno 4. 3. 2016 na Wayback Machine.    |
| Holedeček                       |                          | lounský          | 1785            | před r. 1346 plebánie                                                           | od 1785 | katalog          | CPO Archivováno 4. 3. 2016 na Wayback Machine.    |
| Homole u Panny                  |                          | litoměřický      | 1852            | od r. 1786 lokálie                                                              | od 1787 | katalog          | CPO Archivováno 4. 3. 2016 na Wayback Machine.    |
| Horky nad Jizerou               |                          | mladoboleslavský | neznámo         | farnost existovala již r. 1383 (Brodce)                                         | od 1655 | katalog          | CPO Archivováno 4. 3. 2016 na Wayback Machine.    |
| Horní Habartice                 |                          | děčínský         | 1858            |                                                                                 | od 1784 | katalog          | CPO Archivováno 4. 3. 2016 na Wayback Machine.    |
| Horní Jiřetín                   |                          | krušnohorský     | neznámo         | před r. 1384 plebánie                                                           | od 1639 | katalog          | CPO Archivováno 4. 3. 2016 na Wayback Machine.    |
| Horní Libchava                  |                          | českolipský      | neznámo         | stará farnost připomínaná již ve 14. stol.                                      | od 1691 | katalog          | CPO Archivováno 4. 3. 2016 na Wayback Machine.    |
| Horní Police                    | arciděkanství od r. 1723 | českolipský      | neznámo         | starobylá farnost připomínaná již ve 14. stol.                                  | od 1623 | katalog          | CPO Archivováno 12. 8. 2014 na Wayback Machine.   |
| Horní Prysk                     |                          | českolipský      | 1852            |                                                                                 | od 1671 | katalog          | CPO Archivováno 19. 8. 2021 na Wayback Machine.   |
| Horní Ročov                     |                          | lounský          | 1898            |                                                                                 | od 1760 | katalog          | CPO[nedostupný zdroj]                             |
| Horní Vidim                     |                          | mladoboleslavský | 1722            | farnost před r. 1400                                                            | od 1661 | katalog          | CPO Archivováno 4. 3. 2016 na Wayback Machine.    |
| Hořetice                        |                          | lounský          | 1858            | před r. 1384 plebánie                                                           | od 1656 | katalog          | CPO Archivováno 4. 3. 2016 na Wayback Machine.    |
| Hoštka                          |                          | litoměřický      | neznámo         | od r. 1384 plebánie; od 17. stol. opět samostatná                               | od 1666 | katalog          | CPO[nedostupný zdroj]                             |
| Hrádek nad Nisou                |                          | liberecký        | 1286            |                                                                                 | od 1785 | katalog          | CPO[nedostupný zdroj]                             |
| Hradiště                        |                          | lounský          | 1756            | od r. 1380 plebánie; od r. 1703 lokálie                                         | od 1656 | katalog          | CPO Archivováno 4. 3. 2016 na Wayback Machine.    |
| Hrob                            |                          | teplický         | 1859            | po r. 1382 zřízena plebánie; od r. 1786 lokálie                                 | od 1651 | katalog          | CPO Archivováno 4. 3. 2016 na Wayback Machine.    |
| Hrubá Skála                     |                          | turnovský        | 1854            | stará farnost                                                                   | od 1802 | katalog          | CPO Archivováno 4. 3. 2016 na Wayback Machine.    |
| Hrubý Jeseník                   |                          | mladoboleslavský | neznámo         | stará farnost                                                                   | od 1668 | katalog          | CPO Archivováno 13. 1. 2015 na Wayback Machine.   |
| Hrušovany u Litoměřic           |                          | litoměřický      | 1901            | stará farnost z r. 1400                                                         | od 1686 | katalog          | CPO Archivováno 13. 1. 2015 na Wayback Machine.   |
| Hřensko                         |                          | děčínský         | 1786            |                                                                                 | od 1785 | katalog          | CPO Archivováno 13. 1. 2015 na Wayback Machine.   |
| Hřivice                         |                          | lounský          | 1858            | stará farnost                                                                   | od 1784 | katalog          | CPO Archivováno 13. 1. 2015 na Wayback Machine.   |
| Huntířov                        |                          | děčínský         | 1725            |                                                                                 | od 1602 | katalog          | CPO Archivováno 13. 1. 2015 na Wayback Machine.   |
| Chabařovice                     |                          | ústecký          | 1714            | stará farnost                                                                   | od 1654 | katalog          | CPO Archivováno 13. 1. 2015 na Wayback Machine.   |
| Chcebuz                         |                          | litoměřický      | 1690            | od r. 1384 plebánie; po reformaci k farnosti Štětí                              | od 1690 | katalog          | CPO Archivováno 13. 1. 2015 na Wayback Machine.   |
| Chlumec                         |                          | ústecký          | neznámo         | od r. 1384 plebánie                                                             | od 1636 | katalog          | CPO Archivováno 13. 1. 2015 na Wayback Machine.   |
| Chomutov                        | děkanství                | krušnohorský     | neznámo         | farnost od 13. stol.                                                            | od 1606 | katalog          | CPO Archivováno 13. 1. 2015 na Wayback Machine.   |
| Chorušice                       | děkanství od r. 1760     | mladoboleslavský | neznámo         |                                                                                 | od 1659 | katalog          | CPO Archivováno 13. 1. 2015 na Wayback Machine.   |
| Chotěšov                        |                          | litoměřický      | 1852            |                                                                                 | od 1773 | katalog          | CPO Archivováno 13. 1. 2015 na Wayback Machine.   |
| Chotětov                        |                          | mladoboleslavský | 1369            |                                                                                 | od 1651 | katalog          | CPO Archivováno 13. 1. 2015 na Wayback Machine.   |
| Chožov                          |                          | lounský          | 1684            | stará farnost                                                                   | od 1693 | katalog          | CPO Archivováno 13. 1. 2015 na Wayback Machine.   |
| Chrastava                       |                          | liberecký        | neznámo         | stará farnost                                                                   | od 1650 | katalog          | CPO Archivováno 13. 1. 2015 na Wayback Machine.   |
| Chřibská                        |                          | děčínský         | neznámo         | stará farnost                                                                   | od 1649 | katalog          | CPO Archivováno 13. 1. 2015 na Wayback Machine.   |
| Jablonec nad Nisou              | děkanství od r. 1892     | liberecký        | 1737            | od r. 1356 plebánie                                                             | od 1730 | katalog          | CPO Archivováno 21. 7. 2020 na Wayback Machine.   |
| Jablonec u Mimoně               |                          | českolipský      | 1849            | od r. 1786 lokálie                                                              | od 1735 | katalog          | CPO[nedostupný zdroj]                             |
| Jablonné v Podještědí           | děkanství od r. 1350     | českolipský      | 1900            |                                                                                 | od 1623 | katalog          | CPO Archivováno 4. 3. 2016 na Wayback Machine.    |
| Janov nad Nisou                 |                          | liberecký        | 1800            | od r. 1732 administratura                                                       | od 1727 | katalog          | CPO[nedostupný zdroj]                             |
| Javory                          |                          | děčínský         | 1853            |                                                                                 | od 1785 | katalog          | CPO Archivováno 26. 8. 2021 na Wayback Machine.   |
| Jedlka                          |                          | děčínský         | 1675            | velmi stará farnost, asi z r. 1234                                              | od 1672 | katalog          | CPO Archivováno 4. 3. 2016 na Wayback Machine.    |
| Jeníkov                         |                          | teplický         | neznámo         | farnost založena před r. 1253; patřila Oseku                                    | od 1853 | katalog          | CPO[nedostupný zdroj]                             |
| Jeníšovice                      |                          | turnovský        | 1728            | od r. 1344 plebánie                                                             | od 1728 | katalog          | CPO Archivováno 21. 7. 2020 na Wayback Machine.   |
| Jenišův Újezd                   |                          | teplický         | 1859            | od r. 1808 lokálie; patřila Oseku                                               | od 1784 | katalog          | CPO Archivováno 4. 3. 2016 na Wayback Machine.    |
| Jeřmanice                       |                          | liberecký        | 1853            | od r. 1787 lokálie                                                              | od 1787 | katalog          | CPO Archivováno 4. 3. 2016 na Wayback Machine.    |
| Jestřebí                        |                          | českolipský      | 1786            | starobylá farnost; r. 1624 filiální k faře v Pavlovicích                        | od 1681 | katalog          | CPO Archivováno 21. 7. 2020 na Wayback Machine.   |
| Jetřichovice                    |                          | děčínský         | 1787            |                                                                                 | od 1752 | katalog          | CPO Archivováno 4. 3. 2016 na Wayback Machine.    |
| Jezvé                           |                          | českolipský      | 1650            | starobylá farnost ze 14. stol.                                                  | od 1683 | katalog          | CPO Archivováno 12. 8. 2021 na Wayback Machine.   |
| Jílové                          |                          | děčínský         | 1849            | od r. 1384 plebánie, r. 1832 lokálie                                            | od 1669 | katalog          | CPO Archivováno 4. 3. 2016 na Wayback Machine.    |
| Jindřichovice pod Smrkem        |                          | liberecký        | 1755            | starobylá farnost                                                               | od 1771 | katalog          | CPO Archivováno 4. 3. 2016 na Wayback Machine.    |
| Jirkov                          | děkanství od r. 1783     | krušnohorský     | neznámo         | stará farnost                                                                   | od 1645 | katalog          | CPO Archivováno 3. 8. 2020 na Wayback Machine.    |
| Jiřetín pod Jedlovou            |                          | děčínský         | 1611            |                                                                                 | od 1650 | katalog          | CPO Archivováno 4. 3. 2016 na Wayback Machine.    |
| Jiříkov                         |                          | děčínský         | 1664            | stará farnost                                                                   | od 1665 | katalog          | CPO Archivováno 26. 8. 2021 na Wayback Machine.   |
| Jítrava                         |                          | liberecký        | 1778            |                                                                                 | od 1734 | katalog          | CPO Archivováno 4. 3. 2016 na Wayback Machine.    |
| Josefův Důl                     |                          | liberecký        | 1865            |                                                                                 | od 1866 | katalog          | CPO[nedostupný zdroj]                             |
| Kadaň                           | děkanství                | krušnohorský     | neznámo         | staré děkanství                                                                 | od 1558 | katalog          | CPO Archivováno 4. 3. 2016 na Wayback Machine.    |
| Kadlín                          |                          | mladoboleslavský | 1725            |                                                                                 | od 1690 | katalog          | CPO Archivováno 4. 3. 2016 na Wayback Machine.    |
| Kamenický Šenov                 |                          | českolipský      | 1725            |                                                                                 | od 1715 | katalog          | CPO Archivováno 19. 8. 2021 na Wayback Machine.   |
| Kerhartice                      |                          | děčínský         | 1853            |                                                                                 | od 1707 | katalog          | CPO Archivováno 26. 8. 2021 na Wayback Machine.   |
| Klapý                           |                          | litoměřický      | 1852            |                                                                                 | od 1773 | katalog          | CPO[nedostupný zdroj]                             |
| Klášterec nad Ohří              |                          | krušnohorský     | 1384            |                                                                                 | od 1712 | katalog          | CPO Archivováno 27. 8. 2021 na Wayback Machine. } |
| Klokočské Loučky                |                          | turnovský        | 1856            | od r. 1793 lokálie                                                              | od 1793 | katalog          | CPO Archivováno 4. 3. 2016 na Wayback Machine.    |
| Kněžice                         |                          | lounský          | neznámo         | stará farnost                                                                   | od 1649 | katalog          | CPO[nedostupný zdroj]                             |
| Kněžmost                        |                          | mladoboleslavský | 1865            |                                                                                 | od 1849 | katalog          | CPO Archivováno 4. 3. 2016 na Wayback Machine.    |
| Konojedy                        |                          | litoměřický      | 1786            |                                                                                 | od 1784 | katalog          | CPO[nedostupný zdroj]                             |
| Kosmonosy                       |                          | mladoboleslavský | neznámo         | stará farnost                                                                   | od 1652 | katalog          | CPO Archivováno 4. 3. 2016 na Wayback Machine.    |
| Kostomlaty pod Milešovkou       |                          | teplický         | 1765            | od r. 1352 plebánie, r. 1724 administratura                                     | od 1664 | katalog          | CPO[nedostupný zdroj]                             |
| Košťany u Teplic v Čechách      |                          | teplický         | neznámo         | expozitura, zřízena r. 1940                                                     | od 1879 | katalog          | CPO Archivováno 4. 3. 2016 na Wayback Machine.    |
| Koštice nad Ohří                |                          | litoměřický      | 1856            | od r. 1787 lokálie                                                              | od 1787 | katalog          | CPO[nedostupný zdroj]                             |
| Kováň                           |                          | mladoboleslavský | 1723            | starobylá farnost; za husitských válek zničena                                  | od 1723 | katalog          | CPO Archivováno 4. 3. 2016 na Wayback Machine.    |
| Kozly u Loun                    |                          | lounský          | 1717            | stará farnost                                                                   | od 1707 | katalog          | CPO Archivováno 4. 3. 2016 na Wayback Machine.    |
| Království                      |                          | děčínský         | 1848            |                                                                                 | od 1848 | katalog          | CPO Archivováno 31. 10. 2020 na Wayback Machine.  |
| Krásná                          |                          | turnovský        | 1782            | od r. 1760 lokálie                                                              | od 1783 | katalog          | CPO[nedostupný zdroj]                             |
| Krásná Lípa u Rumburka          |                          | děčínský         | 1724            | farnost od r. 1361                                                              | od 1651 | katalog          | CPO Archivováno 26. 8. 2021 na Wayback Machine.   |
| Krásný Les (Ústí nad Labem)     |                          | ústecký          | neznámo         | před r. 1360 plebánie                                                           | od 1649 | katalog          | CPO[nedostupný zdroj]                             |
| Krásný Les (Liberec)            |                          | liberecký        | 1855            | starobylá farnost; filiálka fary frýdlantské; od r. 1781 lokálie                | od 1739 | katalog          | CPO Archivováno 4. 3. 2016 na Wayback Machine. }  |
| Kravaře u České Lípy            |                          | českolipský      | neznámo         | stará farnost                                                                   | od 1636 | katalog          | CPO Archivováno 4. 3. 2016 na Wayback Machine.    |
| Krnsko                          |                          | mladoboleslavský | 1764            | fara existovala již r. 1361                                                     | od 1715 | katalog          | CPO Archivováno 4. 3. 2016 na Wayback Machine.    |
| Krompach                        |                          | českolipský      | 1852            | od r. 1784 lokálie                                                              | od 1784 | katalog          | CPO Archivováno 4. 3. 2016 na Wayback Machine.    |
| Kruh                            |                          | českolipský      | neznámo         | stará farnost                                                                   | od 1699 | katalog          | CPO Archivováno 25. 9. 2020 na Wayback Machine.   |
| Krupka                          |                          | teplický         | neznámo         | velmi stará farnost                                                             | od 1624 | katalog          | CPO Archivováno 4. 3. 2016 na Wayback Machine.    |
| Kryry                           |                          | lounský          | 1740            | stará farnost z r. 1418; r. 1664 připojena k f. Nepomyšl                        | od 1664 | katalog          | CPO Archivováno 4. 3. 2016 na Wayback Machine.    |
| Kryštofovo Údolí                |                          | liberecký        | 1768            |                                                                                 | od 1673 | katalog          | CPO[nedostupný zdroj]                             |
| Křemýž                          |                          | teplický         | 1706            | od r. 1352 plebánie                                                             | od 1681 | katalog          | CPO[nedostupný zdroj]                             |
| Křesín                          |                          | litoměřický      | 1852            | od r. 1384 plebánie, r. 1781 expozitura                                         | od 1773 | katalog          | CPO Archivováno 21. 7. 2020 na Wayback Machine.   |
| Křešice u Litoměřic             |                          | litoměřický      | 1756            | stará farnost ze 14. stol.                                                      | od 1663 | katalog          | CPO Archivováno 4. 3. 2016 na Wayback Machine.    |
| Křinec                          |                          | mladoboleslavský | 1758            |                                                                                 | od 1660 | katalog          | CPO Archivováno 4. 3. 2016 na Wayback Machine.    |
| Křižany                         |                          | liberecký        | 1727            | farnost již před r. 1352                                                        | od 1651 | katalog          | CPO[nedostupný zdroj]                             |
| Kunratice u Cvikova             |                          | českolipský      | 1851            | od r. 1366 plebánie, r. 1784 lokálie                                            | od 1784 | katalog          | CPO Archivováno 21. 7. 2020 na Wayback Machine.   |
| Kuřívody                        |                          | českolipský      | 1724            | stará farnost z neznámého roku                                                  | od 1708 | katalog          | CPO[nedostupný zdroj]                             |
| Kvítkov                         |                          | českolipský      | 1853            | kdysi plebánie, od r. 1786 lokálie                                              | od 1771 | katalog          | CPO Archivováno 4. 3. 2016 na Wayback Machine.    |
| Kytlice                         |                          | děčínský         | 1849            | od r. 1786 lokálie                                                              | od 1782 | katalog          | CPO Archivováno 4. 3. 2016 na Wayback Machine.    |
| Ledvice                         |                          | teplický         | 1898            |                                                                                 | neznámo | katalog          | CPO[nedostupný zdroj]                             |
| Lenešice                        |                          | lounský          | neznámo         |                                                                                 | od 1670 | katalog          | CPO Archivováno 4. 3. 2016 na Wayback Machine.    |
| Letov                           |                          | lounský          | 1772            | stará farnost, kolem r. 1600                                                    | od 1714 | katalog          | CPO Archivováno 4. 3. 2016 na Wayback Machine.    |
| Levín                           |                          | litoměřický      | 1773            | 1169 řádu johanitů; r. 1384 plebánie; fil. kostel Liběšic                       | od 1686 | katalog          | CPO[nedostupný zdroj]                             |
| Libáň                           | děkanství                | turnovský        | 1370            |                                                                                 | od 1665 | katalog          | CPO Archivováno 4. 3. 2016 na Wayback Machine.    |
| Libčeves                        |                          | lounský          | neznámo         | od r. 1352 plebánie; pozd. fara husitská; r. 1661 katol. farář                  | od 1661 | katalog          | CPO[nedostupný zdroj]                             |
| Libědice                        |                          | lounský          | 1628            | farnost exist. již před rokem 1226                                              | od 1594 | katalog          | CPO[nedostupný zdroj]                             |
| Liběchov                        |                          | mladoboleslavský | 1732            |                                                                                 | od 1656 | katalog          | CPO[nedostupný zdroj]                             |
| Liberec                         | arciděkanství od r. 1879 | liberecký        | neznámo         | farnost již před r. 1359; od r. 1730 děkanství                                  | od 1625 | katalog          | CPO Archivováno 4. 3. 2016 na Wayback Machine.    |
| Liberec-Rochlice                | děkanství                | liberecký        | 1652            | stará farnost, existovala již r. 1384                                           | od 1735 | katalog          | CPO Archivováno 4. 3. 2016 na Wayback Machine.    |
| Liberec-Ruprechtice             |                          | liberecký        | 1911            |                                                                                 | od 1799 | katalog          | CPO Archivováno 4. 3. 2016 na Wayback Machine.    |
| Liběšice u Litoměřic            |                          | litoměřický      | neznámo         | plebánie 1384; pozd. filiálka v Levíně; po r. 1773 levínská expozitura          | od 1683 | katalog          | CPO Archivováno 4. 3. 2016 na Wayback Machine.    |
| Liběšice u Žatce                |                          | lounský          | neznámo         | zřízena před r. 1359; od hus.válek do r. 1644 vývoj neznámý                     | od 1644 | katalog          | CPO Archivováno 4. 3. 2016 na Wayback Machine.    |
| Liblice                         |                          | mladoboleslavský | 1670            | farnost již před rokem 1384                                                     | od 1670 | katalog          | CPO[nedostupný zdroj]                             |
| Libočany                        |                          | lounský          | 1772            | plebánie před r. 1357                                                           | od 1653 | katalog          | CPO Archivováno 4. 3. 2016 na Wayback Machine.    |
| Libochovany                     |                          | litoměřický      | 1864            |                                                                                 | od 1671 | katalog          | CPO Archivováno 21. 1. 2015 na Wayback Machine.   |
| Libochovice                     | děkanství od r. 1892     | litoměřický      | neznámo         | stará farnost                                                                   | od 1660 | katalog          | CPO Archivováno 21. 1. 2015 na Wayback Machine.   |
| Libořice                        |                          | lounský          | neznámo         | stará farnost                                                                   | od 1673 | katalog          | CPO Archivováno 21. 1. 2015 na Wayback Machine.   |
| Libošovice                      |                          | turnovský        | 1861            | stará far., již před r. 1384; plebánie; po reformaci k Sobotce; r. 1787 lokálie | od 1787 | katalog          | CPO Archivováno 21. 1. 2015 na Wayback Machine.   |
| Libotenice                      |                          | litoměřický      | 1787            | po Bílé Hoře filiálka k Dolánkám                                                | od 1738 | katalog          | CPO Archivováno 21. 1. 2015 na Wayback Machine.   |
| Libouchec                       |                          | ústecký          | 1849            | od r. 1357 plebánie; r. 1832 lokálie                                            | od 1654 | katalog          | CPO Archivováno 21. 1. 2015 na Wayback Machine.   |
| Libuň                           |                          | turnovský        | neznámo         | od r. 1344 plebánie                                                             | od 1680 | katalog          | CPO Archivováno 21. 1. 2015 na Wayback Machine.   |
| Lindava                         |                          | českolipský      | 1722            | starobylá farnost                                                               | od 1722 | katalog          | CPO Archivováno 21. 1. 2015 na Wayback Machine.   |
| Lipová                          | děkanství od r. 1926     | děčínský         | neznámo         | farnost již před r. 1364                                                        | od 1655 | katalog          | CPO Archivováno 21. 1. 2015 na Wayback Machine.   |
| Litoměřice                      | děkanství                | litoměřický      | neznámo         | staré děkanství                                                                 | od 1626 | katalog          | CPO Archivováno 21. 1. 2015 na Wayback Machine.   |
| Litoměřice                      |                          | litoměřický      | 1655            | farnost zřízena současně s biskupstvím                                          | od 1655 | katalog          | CPO Archivováno 21. 1. 2015 na Wayback Machine.   |
| Litvínov                        | děkanství od r. 1917     | krušnohorský     | 1652            | před r. 1384 plebánie                                                           | od 1684 | katalog          | CPO Archivováno 21. 1. 2015 na Wayback Machine.   |
| Lobendava                       |                          | děčínský         | neznámo         | r. 1674 již ustavena                                                            | od 1760 | katalog          | CPO Archivováno 21. 1. 2015 na Wayback Machine.   |
| Loučeň                          |                          | mladoboleslavský | 1853            | od r. 1786 lokálie                                                              | od 1786 | katalog          | CPO Archivováno 21. 1. 2015 na Wayback Machine.   |
| Loukov u Mnichova Hradiště      |                          | turnovský        | 1656            | starobylá farnost připomínaná již r. 1344                                       | od 1656 | katalog          | CPO Archivováno 21. 1. 2015 na Wayback Machine.   |
| Loukov u Semil                  |                          | turnovský        | 1849            | starobylá f.; po třicet.v. pod faru v Semilech; r. 1759 residenční kaplanství   | od 1695 | katalog          | CPO Archivováno 21. 1. 2015 na Wayback Machine.   |
| Loukovec                        |                          | turnovský        | 1700            | starobylá farnost                                                               | od 1662 | katalog          | CPO Archivováno 21. 1. 2015 na Wayback Machine.   |
| Louny                           | děkanství                | lounský          | neznámo         |                                                                                 | od 1687 | katalog          | CPO Archivováno 21. 1. 2015 na Wayback Machine.   |
| Lovosice                        |                          | litoměřický      | neznámo         | před r. 1248 plebánie                                                           | od 1629 | katalog          | CPO Archivováno 21. 1. 2015 na Wayback Machine.   |
| Lučany nad Nisou                |                          | liberecký        | 1898            |                                                                                 | od 1803 | katalog          | CPO Archivováno 21. 1. 2015 na Wayback Machine.   |
| Luštěnice                       |                          | mladoboleslavský | 1750            | stará farnost z neznámého roku                                                  | od 1698 | katalog          | CPO Archivováno 21. 1. 2015 na Wayback Machine.   |
| Malá Bukovina                   |                          | děčínský         | 1722            |                                                                                 | od 1723 | katalog          | CPO Archivováno 21. 1. 2015 na Wayback Machine.   |
| Mariánské Radčice               |                          | teplický         | neznámo         | od r. 1384 plebánie; inkorporována oseckému klášteru                            | od 1606 | katalog          | CPO Archivováno 21. 1. 2015 na Wayback Machine.   |
| Markvartice u Děčína            |                          | děčínský         | neznámo         | od r. 1384 plebánie                                                             | od 1628 | katalog          | CPO Archivováno 22. 1. 2015 na Wayback Machine.   |
| Markvartice u Sobotky           |                          | turnovský        | 1753            | stará f. z r. 1359; od r. 1624 připojena k Sobotce                              | od 1743 | katalog          | CPO Archivováno 22. 1. 2015 na Wayback Machine.   |
| Mařenice                        |                          | českolipský      | 1708            | farnost již před r. 1372                                                        | od 1721 | katalog          | CPO Archivováno 22. 1. 2015 na Wayback Machine.   |
| Mašťov                          | děkanství od r. 1782     | krušnohorský     | neznámo         | stará farnost, již před r. 1192                                                 | od 1624 | katalog          | CPO Archivováno 22. 1. 2015 na Wayback Machine.   |
| Mcely                           |                          | mladoboleslavský | 1784            |                                                                                 | od 1759 | katalog          | CPO Archivováno 22. 1. 2015 na Wayback Machine.   |
| Medonosy                        |                          | mladoboleslavský | 1855            | od r. 1384 plebánie                                                             | od 1801 | katalog          | CPO Archivováno 22. 1. 2015 na Wayback Machine.   |
| Merboltice                      |                          | děčínský         | 1855            | od r. 1384 plebánie; r. 1787 lokálie                                            | od 1785 | katalog          | CPO Archivováno 22. 1. 2015 na Wayback Machine.   |
| Měcholupy                       |                          | lounský          | 1690            | od r. 1366 plebánie                                                             | od 1690 | katalog          | CPO Archivováno 22. 1. 2015 na Wayback Machine.   |
| Mělník                          | proboštství od r. 1896   | mladoboleslavský | neznámo         | velmi stará farnost; od r. 1622 děkanství                                       | od 1623 | katalog          | CPO Archivováno 22. 1. 2015 na Wayback Machine.   |
| Mělník-Pšovka                   |                          | mladoboleslavský | 1792            |                                                                                 | od 1614 | katalog          | CPO Archivováno 22. 1. 2015 na Wayback Machine.   |
| Měrunice                        |                          | lounský          | 1661            | r. 1352 plebánie                                                                | od 1661 | katalog          | CPO Archivováno 22. 1. 2015 na Wayback Machine.   |
| Mikulášovice                    |                          | děčínský         | neznámo         | stará farnost                                                                   | od 1780 | katalog          | CPO Archivováno 22. 1. 2015 na Wayback Machine.   |
| Mikulov                         |                          | teplický         | 1858            | fara před r. 1552                                                               | od 1784 | katalog          | CPO Archivováno 23. 1. 2015 na Wayback Machine.   |
| Milešov                         |                          | litoměřický      | 1680            | od r. 1358 plebánie                                                             | od 1680 | katalog          | CPO Archivováno 23. 1. 2015 na Wayback Machine.   |
| Mimoň                           |                          | českolipský      | neznámo         | velmi stará farnost, pravděpod. již ve 12. stol.                                | od 1616 | katalog          | CPO Archivováno 23. 1. 2015 na Wayback Machine.   |
| Minice                          |                          | lounský          | 1708            | od r. 1361 plebánie                                                             | od 1681 | katalog          | CPO Archivováno 23. 1. 2015 na Wayback Machine.   |
| Mladá Boleslav                  | arciděkanství od r. 1941 | mladoboleslavský | neznámo         | fara existovala již v r. 1369                                                   | od 1616 | katalog          | CPO Archivováno 23. 1. 2015 na Wayback Machine.   |
| Mladějov                        |                          | turnovský        | 1740            | f. již před r. 1383; poté připojena k Sobotce                                   | od 1740 | katalog          | CPO Archivováno 23. 1. 2015 na Wayback Machine.   |
| Mnichovo Hradiště               | děkanství od r. 1691     | turnovský        | 1627            |                                                                                 | od 1683 | katalog          | CPO Archivováno 23. 1. 2015 na Wayback Machine.   |
| Mníšek u Liberce                |                          | liberecký        | 1767            | f. existovala již před reformací; poté filiální k frýdlantské faře              | od 1699 | katalog          | CPO Archivováno 23. 1. 2015 na Wayback Machine.   |
| Modlany                         |                          | teplický         | 1853            | od r. 1384 plebánie; r. 1786 lokálie                                            | od 1685 | katalog          | CPO Archivováno 23. 1. 2015 na Wayback Machine.   |
| Mojžíř                          |                          | ústecký          | 1851            | od r. 1365 plebánie; od r. 1787 lokálie                                         | od 1785 | katalog          | CPO Archivováno 23. 1. 2015 na Wayback Machine.   |
| Moldava                         |                          | teplický         | neznámo         | od r. 1346 plebánie                                                             | od 1667 | katalog          | CPO Archivováno 23. 1. 2015 na Wayback Machine.   |
| Mory                            |                          | lounský          | 1646            | farnost již ve 14. stol.                                                        | od 1669 | katalog          | CPO Archivováno 23. 1. 2015 na Wayback Machine.   |
| Most                            | děkanství                | krušnohorský     | neznámo         | fara založena kol. r. 1000; děkanství asi od r. 1500                            | od 1575 | katalog          | CPO Archivováno 4. 3. 2016 na Wayback Machine.    |
| Mrzlice                         |                          | teplický         | 1725            | od r. 1352 plebánie; r. 1676 administratura                                     | od 1676 | katalog          | CPO Archivováno 4. 3. 2016 na Wayback Machine.    |
| Mšeno u Mělníka                 |                          | mladoboleslavský | neznámo         | velmi stará farnost, pravděpodobně od r. 1080                                   | od 1635 | katalog          | CPO Archivováno 4. 3. 2016 na Wayback Machine.    |
| Mukařov u Mladé Boleslavi       |                          | turnovský        | 1856            | starobylá farnost; pozd. filiálkou f. v Březně; od r. 1795 lokálie              | od 1787 | katalog          | CPO Archivováno 21. 7. 2020 na Wayback Machine.   |
| Mukařov u Úštěka                |                          | litoměřický      | 1786            | od r. 1384 plebánie                                                             | od 1683 | katalog          | CPO Archivováno 4. 3. 2016 na Wayback Machine.    |
| Nakléřov                        |                          | ústecký          | 1852            | od r. 1384 plebánie; r. 1787 lokálie                                            | od 1772 | katalog          | CPO Archivováno 4. 3. 2016 na Wayback Machine.    |
| Nebočady                        |                          | děčínský         | neznámo         | stará farnost, založena před r. 1363                                            | od 1703 | katalog          | CPO Archivováno 26. 8. 2021 na Wayback Machine.   |
| Nebužely                        |                          | mladoboleslavský | 1674            | stará farnost                                                                   | od 1674 | katalog          | CPO Archivováno 5. 8. 2021 na Wayback Machine.    |
| Nečemice                        |                          | lounský          | 1857            | od r. 1355 plebánie; r. 1786 lokálie                                            | od 1784 | katalog          | CPO Archivováno 4. 3. 2016 na Wayback Machine.    |
| Nepomyšl                        |                          | lounský          | 1662            | farnost založena již před r. 1346                                               | od 1742 | katalog          | CPO Archivováno 4. 3. 2016 na Wayback Machine.    |
| Nová Ves u Chrastavy            |                          | liberecký        | 1673            |                                                                                 | od 1728 | katalog          | CPO Archivováno 4. 3. 2016 na Wayback Machine.    |
| Nové Město pod Smrkem           |                          | liberecký        | 1607            |                                                                                 | od 1683 | katalog          | CPO Archivováno 12. 8. 2021 na Wayback Machine.   |
| Nové Sedlo u Žatce              |                          | lounský          | 1734            |                                                                                 | od 1735 | katalog          | CPO[nedostupný zdroj]                             |
| Novosedlice                     |                          | teplický         | 1787            | od r. 1384 plebánie                                                             | od 1594 | katalog          | CPO Archivováno 4. 3. 2016 na Wayback Machine.    |
| Nový Bor                        | děkanství od r. 1928     | českolipský      | 1786            |                                                                                 | od 1786 | katalog          | CPO Archivováno 4. 3. 2016 na Wayback Machine.    |
| Obora                           |                          | lounský          | 1384            | obnovena r. 1725                                                                | od 1682 | katalog          | CPO Archivováno 4. 3. 2016 na Wayback Machine.    |
| Okna                            |                          | českolipský      | 1891            | velmi stará f.; pozd. filiálkou fary v Bělé p.B. a Doksech; od r. 1788 lokálie  | od 1685 | katalog          | CPO Archivováno 4. 3. 2016 na Wayback Machine.    |
| Opočno                          |                          | lounský          | neznámo         | od r. 1361 plebánie                                                             | od 1690 | katalog          | CPO[nedostupný zdroj]                             |
| Osečná                          |                          | liberecký        | 1686            | farnost již před r. 1350                                                        | od 1622 | katalog          | CPO Archivováno 4. 3. 2016 na Wayback Machine.    |
| Osek u Duchcova                 | děkanství od r. 1917     | teplický         | neznámo         |                                                                                 | od 1623 | katalog          | CPO Archivováno 4. 3. 2016 na Wayback Machine.    |
| Osenice                         |                          | turnovský        | neznámo         | stará farnost                                                                   | od 1658 | katalog          | CPO Archivováno 4. 3. 2016 na Wayback Machine.    |
| Paseky nad Jizerou              |                          | turnovský        | 1852            | od r. 1789 lokálie                                                              | od 1790 | katalog          | CPO[nedostupný zdroj]                             |
| Pavlovice                       |                          | českolipský      | 1650            | starobylá farnost                                                               | od 1673 | katalog          | CPO Archivováno 4. 3. 2016 na Wayback Machine.    |
| Petrovice                       |                          | ústecký          | 1785            | od r. 1384 plebánie                                                             | od 1748 | katalog          | CPO Archivováno 4. 3. 2016 na Wayback Machine.    |
| Plazy                           |                          | mladoboleslavský | 1877            | stará farnost                                                                   | od 1786 | katalog          | CPO Archivováno 4. 3. 2016 na Wayback Machine.    |
| Počaply u Terezína              |                          | litoměřický      | neznámo         | před r. 1352 plebánie                                                           | od 1664 | katalog          | CPO Archivováno 22. 2. 2014 na Wayback Machine.   |
| Podbořany                       | děkanství od r. 1892     | lounský          | 1580            |                                                                                 | od 1580 | katalog          | CPO[nedostupný zdroj]                             |
| Polevsko                        |                          | českolipský      | 1718            |                                                                                 | od 1718 | katalog          | CPO Archivováno 4. 3. 2016 na Wayback Machine.    |
| Polubný                         |                          | liberecký        | 1793            |                                                                                 | od 1793 | katalog          | CPO Archivováno 4. 3. 2016 na Wayback Machine.    |
| Postoloprty                     | děkanství od r. 1740     | lounský          | 1630            | od r. 1384 plebánie                                                             | od 1650 | katalog          | CPO Archivováno 4. 3. 2016 na Wayback Machine.    |
| Prackovice nad Labem            |                          | litoměřický      | 1384            | obnovena r. 1802                                                                | od 1696 | katalog          | CPO Archivováno 4. 3. 2016 na Wayback Machine.    |
| Prácheň                         |                          | českolipský      | 1802            |                                                                                 | od 1784 | katalog          | CPO[nedostupný zdroj]                             |
| Proboštov                       |                          | litoměřický      | neznámo         | od r. 1363 plebánie                                                             | od 1674 | katalog          | CPO Archivováno 4. 3. 2016 na Wayback Machine.    |
| Předlice                        |                          | ústecký          | 1910            |                                                                                 | od 1818 | katalog          | CPO Archivováno 4. 3. 2016 na Wayback Machine.    |
| Přepeře                         |                          | turnovský        | 1861            | od r. 1344 plebánie; r. 1789 lokálie                                            | od 1663 | katalog          | CPO[nedostupný zdroj]                             |
| Příchovice                      |                          | liberecký        | 1738            |                                                                                 | od 1716 | katalog          | CPO[nedostupný zdroj]                             |
| Pšov                            |                          | lounský          | neznámo         | stará farnost                                                                   | od 1645 | katalog          | CPO[nedostupný zdroj]                             |
| Radíčeves                       |                          | lounský          | 1858            | před r. 1186 plebánie                                                           | od 1679 | katalog          | CPO[nedostupný zdroj]                             |
| Radovesice                      |                          | teplický         | 1853            | farnost již před r. 1384; r. 1787 lokálie                                       | od 1699 | katalog          | CPO[nedostupný zdroj]                             |
| Raná u Loun                     |                          | lounský          | 1857            | farnost z neznámého roku; později lokálie                                       | od 1756 | katalog          | CPO Archivováno 4. 3. 2016 na Wayback Machine.    |
| Raspenava                       |                          | liberecký        | 1726            | starobylá farnost                                                               | od 1726 | katalog          | CPO[nedostupný zdroj]                             |
| Rejšice                         |                          | mladoboleslavský | 1735            |                                                                                 | od 1736 | katalog          | CPO[nedostupný zdroj]                             |
| Robeč                           |                          | litoměřický      | 1660            | od r. 1384 plebánie                                                             | od 1678 | katalog          | CPO Archivováno 4. 3. 2016 na Wayback Machine.    |
| Roprachtice                     |                          | turnovský        | 1755            | r. 1352-1425 plebánie                                                           | od 1755 | katalog          | CPO[nedostupný zdroj]                             |
| Rovensko pod Troskami           |                          | turnovský        | 1680            | starobylá farnost                                                               | od 1685 | katalog          | CPO Archivováno 4. 3. 2016 na Wayback Machine.    |
| Roztoky                         |                          | ústecký          | 1857            | od r. 1384 plebánie; r. 1786 lokálie                                            | od 1785 | katalog          | CPO Archivováno 4. 3. 2016 na Wayback Machine.    |
| Rožďalovice                     | děkanství                | mladoboleslavský | 1682            | staré děkanství                                                                 | od 1662 | katalog          | CPO Archivováno 4. 3. 2016 na Wayback Machine.    |
| Rumburk                         | děkanství od r. 1894     | děčínský         | neznámo         |                                                                                 | od 1711 | katalog          | CPO Archivováno 12. 8. 2021 na Wayback Machine.   |
| Růžová                          |                          | děčínský         | 1786            | stará farnost                                                                   | od 1658 | katalog          | CPO Archivováno 4. 3. 2016 na Wayback Machine.    |
| Rychnov u Děčína                |                          | děčínský         | 1787            | od r. 1384 plebánie; po r. 1621 filiální k Verneřicím                           | od 1784 | katalog          | CPO Archivováno 4. 3. 2016 na Wayback Machine.    |
| Rychnov u Jablonce nad Nisou    |                          | liberecký        | 1686            | farnost založená před r. 1350                                                   | od 1611 | katalog          | CPO[nedostupný zdroj]                             |
| Rynoltice                       |                          | liberecký        | 1858            | od r. 1364 plebánie; od r. 1786 lokálie                                         | od 1809 | katalog          | CPO Archivováno 4. 3. 2016 na Wayback Machine.    |
| Rýnovice                        |                          | liberecký        | 1786            | od r. 1698 lokálie                                                              | od 1724 | katalog          | CPO Archivováno 4. 3. 2016 na Wayback Machine.    |
| Řehlovice                       |                          | ústecký          | 1628            | od r. 1384 plebánie                                                             | od 1672 | katalog          | CPO Archivováno 4. 3. 2016 na Wayback Machine.    |
| Řepín                           |                          | mladoboleslavský | neznámo         | farnost již před r. 1350                                                        | od 1670 | katalog          | CPO[nedostupný zdroj]                             |
| Řitonice                        |                          | mladoboleslavský | 1856            | farnost již před r. 1362                                                        | od 1787 | katalog          | CPO Archivováno 4. 3. 2016 na Wayback Machine.    |
| Semily                          | děkanství od r. 1911     | turnovský        | neznámo         | stará farnost                                                                   | od 1794 | katalog          | CPO Archivováno 4. 3. 2016 na Wayback Machine.    |
| Skalice                         |                          | českolipský      | 1384            |                                                                                 | od 1666 | katalog          | CPO Archivováno 4. 3. 2016 na Wayback Machine.    |
| Skalsko                         |                          | mladoboleslavský | neznámo         |                                                                                 | od 1697 | katalog          | CPO[nedostupný zdroj]                             |
| Skorotice                       |                          | ústecký          | neznámo         | cca od r. 1300 plebánie                                                         | od 1652 | katalog          | CPO Archivováno 4. 3. 2016 na Wayback Machine.    |
| Sloup v Čechách                 |                          | českolipský      | neznámo         |                                                                                 | od 1640 | katalog          | CPO Archivováno 25. 8. 2021 na Wayback Machine.   |
| Slunečná                        |                          | českolipský      | 1880            |                                                                                 | od 1774 | katalog          | CPO Archivováno 4. 3. 2016 na Wayback Machine.    |
| Smržovka                        |                          | liberecký        | 1732            |                                                                                 | od 1689 | katalog          | CPO Archivováno 4. 3. 2016 na Wayback Machine.    |
| Sněžná u Krásné Lípy            |                          | děčínský         | 1851            |                                                                                 | neznámo | katalog          | CPO Archivováno 4. 3. 2016 na Wayback Machine.    |
| Soběchleby                      |                          | lounský          | 1857            |                                                                                 | od 1702 | katalog          | CPO[nedostupný zdroj]                             |
| Soběsuky                        |                          | lounský          | neznámo         | zřízena cca r. 1180 z kláštera Waldsassen; asi od r. 1638 katol. farář          | od 1591 | katalog          | CPO Archivováno 4. 3. 2016 na Wayback Machine.    |
| Sobotka                         | děkanství                | turnovský        | neznámo         | staré děkanství                                                                 | od 1659 | katalog          | CPO Archivováno 4. 3. 2016 na Wayback Machine.    |
| Srbská Kamenice                 |                          | děčínský         | 1856            | starobylá farnost; v 18. stol. filiální k faře českokamenické                   | od 1712 | katalog          | CPO Archivováno 26. 8. 2021 na Wayback Machine.   |
| Staňkovice u Žatce              |                          | lounský          | 1802            | před r. 1384 plebánie; r. 1785 lokálie                                          | od 1785 | katalog          | CPO Archivováno 4. 3. 2016 na Wayback Machine.    |
| Staré Křečany                   |                          | děčínský         | 1732            |                                                                                 | od 1732 | katalog          | CPO Archivováno 4. 3. 2016 na Wayback Machine.    |
| Stebno u Ústí nad Labem         |                          | ústecký          | 1850            | od r. 1384 plebánie; r. 1787 lokálie                                            | od 1663 | katalog          | CPO Archivováno 4. 3. 2016 na Wayback Machine.    |
| Stráž nad Nisou                 |                          | liberecký        | 1902            |                                                                                 | od 1771 | katalog          | CPO Archivováno 4. 3. 2016 na Wayback Machine.    |
| Stráž pod Ralskem               |                          | českolipský      | neznámo         | starobylá farnost                                                               | od 1630 | katalog          | CPO Archivováno 4. 3. 2016 na Wayback Machine.    |
| Strážiště                       |                          | litoměřický      | 1786            | od r. 1384 plebánie; po r. 1621 filiálka k Úštěku                               | od 1653 | katalog          | CPO[nedostupný zdroj]                             |
| Strenice                        |                          | mladoboleslavský | neznámo         |                                                                                 | od 1640 | katalog          | CPO Archivováno 3. 2. 2015 na Wayback Machine.    |
| Strojetice                      |                          | lounský          | 1851            | stará farnost; kolem r. 1400 plebánie; r. 1786 lokálie                          | od 1784 | katalog          | CPO Archivováno 3. 2. 2015 na Wayback Machine.    |
| Stružnice                       |                          | českolipský      | 1866            | od r. 1847 expozitura fary v Jezvé                                              | od 1775 | katalog          | CPO Archivováno 3. 2. 2015 na Wayback Machine.    |
| Studánka                        |                          | děčínský         | 1874            |                                                                                 | od 1784 | katalog          | CPO Archivováno 3. 2. 2015 na Wayback Machine.    |
| Stvolínky                       |                          | českolipský      | 1723            | stará farnost                                                                   | od 1657 | katalog          | CPO Archivováno 3. 2. 2015 na Wayback Machine.    |
| Sutom                           |                          | litoměřický      | 1630            | farnost existovala již ve 14. stol.                                             | od 1674 | katalog          | CPO Archivováno 3. 2. 2015 na Wayback Machine.    |
| Svádov                          |                          | ústecký          | 1621            | r. 1188 plebánie řádu johanitů                                                  | od 1668 | katalog          | CPO Archivováno 3. 2. 2015 na Wayback Machine.    |
| Svébořice                       |                          | českolipský      | neznámo         |                                                                                 | od 1628 | katalog          | CPO Archivováno 3. 2. 2015 na Wayback Machine.    |
| Světec u Bíliny                 |                          | teplický         | neznámo         | velmi stará farnost                                                             | od 1647 | katalog          | CPO Archivováno 3. 2. 2015 na Wayback Machine.    |
| Světlá pod Ještědem             |                          | liberecký        | 1763            | stará farnost                                                                   | od 1755 | katalog          | CPO Archivováno 3. 2. 2015 na Wayback Machine.    |
| Šemanovice                      |                          | mladoboleslavský | 1891            | od r. 1869 lokálie                                                              | neznámo | katalog          | CPO Archivováno 4. 2. 2015 na Wayback Machine.    |
| Široké Třebčice                 |                          | lounský          | 1857            |                                                                                 | od 1784 | katalog          | CPO Archivováno 4. 2. 2015 na Wayback Machine.    |
| Šluknov                         | arciděkanství od r. 1922 | děčínský         | neznámo         | jako farnost existovala již r. 1346; od r. 1722 děkanství                       | od 1615 | katalog          | CPO Archivováno 4. 2. 2015 na Wayback Machine.    |
| Štětí nad Labem                 |                          | litoměřický      | 1650            | od r. 1384 plebánie                                                             | od 1651 | katalog          | CPO Archivováno 4. 2. 2015 na Wayback Machine.    |
| Šumburk nad Desnou              |                          | liberecký        | 1903            |                                                                                 | neznámo | katalog          | CPO Archivováno 4. 2. 2015 na Wayback Machine.    |
| Tanvald                         |                          | liberecký        | 1851            | od r. 1838 lokálie                                                              | od 1838 | katalog          | CPO Archivováno 4. 2. 2015 na Wayback Machine.    |
| Tatobity                        |                          | turnovský        | 1858            | od r. 1789 lokálie                                                              | od 1784 | katalog          | CPO Archivováno 4. 2. 2015 na Wayback Machine.    |
| Těchlovice                      |                          | děčínský         | 1873            | od r. 1785 lokálie                                                              | od 1674 | katalog          | CPO Archivováno 4. 2. 2015 na Wayback Machine.    |
| Teplice v Čechách               | děkanství                | teplický         | neznámo         | staré děkanství                                                                 | od 1635 | katalog          | CPO Archivováno 4. 2. 2015 na Wayback Machine.    |
| Teplice-Šanov                   |                          | teplický         | 1893            |                                                                                 | od 1792 | katalog          | CPO Archivováno 4. 2. 2015 na Wayback Machine.    |
| Teplice-Trnovany                |                          | teplický         | 1940            |                                                                                 | neznámo | katalog          | CPO Archivováno 4. 2. 2015 na Wayback Machine.    |
| Terezín                         |                          | litoměřický      | 1842            |                                                                                 | od 1810 | katalog          | CPO Archivováno 4. 2. 2015 na Wayback Machine.    |
| Tisá                            |                          | ústecký          | 1848            | od r. 1786 lokálie                                                              | od 1784 | katalog          | CPO Archivováno 4. 2. 2015 na Wayback Machine.    |
| Touchořiny                      |                          | litoměřický      | 1854            | od r. 1788 lokálie                                                              | od 1788 | katalog          | CPO Archivováno 4. 2. 2015 na Wayback Machine.    |
| Trmice                          |                          | ústecký          | neznámo         | od r. 1384 plebánie                                                             | od 1641 | katalog          | CPO Archivováno 4. 2. 2015 na Wayback Machine.    |
| Třebenice                       |                          | litoměřický      | neznámo         |                                                                                 | od 1671 | katalog          | CPO Archivováno 4. 2. 2015 na Wayback Machine.    |
| Třebívlice                      |                          | litoměřický      | 1787            | od r. 1384 plebánie                                                             | od 1716 | katalog          | CPO Archivováno 5. 2. 2015 na Wayback Machine.    |
| Třebušín                        |                          | litoměřický      | 1712            | farnost již před r. 1384                                                        | od 1662 | katalog          | CPO Archivováno 5. 2. 2015 na Wayback Machine.    |
| Tuhaň                           |                          | českolipský      | 1724            | starobylá farnost; po třicetileté válce filiálkou fary v Doksech                | od 1669 | katalog          | CPO Archivováno 5. 2. 2015 na Wayback Machine.    |
| Turnov                          | děkanství                | turnovský        | neznámo         | staré děkanství ze 14. století                                                  | od 1699 | katalog          | CPO Archivováno 5. 2. 2015 na Wayback Machine.    |
| Újezd pod Troskami              |                          | turnovský        | 1874            | od r. 1344 plebánie                                                             | neznámo | katalog          | CPO Archivováno 5. 2. 2015 na Wayback Machine.    |
| Ústí nad Labem                  | arciděkanství od r. 1928 | ústecký          | neznámo         | kolem r. 1000 plebánie                                                          | od 1579 | katalog          | CPO Archivováno 5. 2. 2015 na Wayback Machine.    |
| Ústí nad Labem-Krásné Březno    |                          | ústecký          | 1897            | nová farnost; obsazena r. 1899                                                  | od 1788 | katalog          | CPO Archivováno 5. 2. 2015 na Wayback Machine.    |
| Ústí nad Labem-Střekov          |                          | ústecký          | 1904            | od r. 1904 pod jménem Novosedlice, od r. 1921 Střekov                           | od 1784 | katalog          | CPO Archivováno 5. 2. 2015 na Wayback Machine.    |
| Úštěk                           | děkanství od r. 1942     | litoměřický      | neznámo         | před r. 1200 plebánie                                                           | od 1623 | katalog          | CPO Archivováno 5. 2. 2015 na Wayback Machine.    |
| Václavice                       |                          | liberecký        | 1854            | farnost již od r. 1326; od r. 1788 lokálie                                      | od 1771 | katalog          | CPO Archivováno 5. 2. 2015 na Wayback Machine.    |
| Valkeřice                       |                          | děčínský         | neznámo         | stará farnost                                                                   | od 1610 | katalog          | CPO Archivováno 5. 2. 2015 na Wayback Machine.    |
| Varnsdorf                       | děkanství od r. 1894     | děčínský         | neznámo         | farnost exist. již před r. 1384; znovuzřízena před r. 1714                      | od 1630 | katalog          | CPO Archivováno 5. 2. 2015 na Wayback Machine.    |
| Vejprty                         |                          | krušnohorský     | 1553            | k litoměřické diecézi byla farnost přiřazena r. 2013                            |         | katalog          | CPO Archivováno 5. 2. 2015 na Wayback Machine.    |
| Velemín                         |                          | litoměřický      | 1849            | od cca r. 1230 plebánie; r. 1841 lokálie                                        | od 1702 | katalog          | CPO Archivováno 5. 2. 2015 na Wayback Machine.    |
| Velenice                        |                          | českolipský      | 1764            |                                                                                 | od 1759 | katalog          | CPO Archivováno 5. 2. 2015 na Wayback Machine.    |
| Velká Černoc                    |                          | lounský          | 1805            | farnost existovala již kolem r. 1300                                            | od 1724 | katalog          | CPO Archivováno 5. 2. 2015 na Wayback Machine.    |
| Velké Hamry                     |                          | liberecký        | 1937            |                                                                                 | od 1937 | katalog          | CPO Archivováno 5. 2. 2015 na Wayback Machine.    |
| Velké Chvojno                   |                          | ústecký          | 1832            | před r. 1384 plebánie                                                           | od 1651 | katalog          | CPO Archivováno 10. 2. 2015 na Wayback Machine.   |
| Velký Šenov                     |                          | děčínský         | 1782            |                                                                                 | od 1785 | katalog          | CPO Archivováno 10. 2. 2015 na Wayback Machine.   |
| Verneřice                       |                          | děčínský         | neznámo         | od r. 1384 plebánie; po Bílé Hoře obnovena                                      | od 1669 | katalog          | CPO Archivováno 10. 2. 2015 na Wayback Machine.   |
| Ves u Frýdlantu                 |                          | liberecký        | 1686            | starobylá farnost                                                               | od 1773 | katalog          | CPO Archivováno 10. 2. 2015 na Wayback Machine.   |
| Vetlá                           |                          | litoměřický      | 1785            | od r. 1384 plebánie                                                             | od 1699 | katalog          | CPO Archivováno 10. 2. 2015 na Wayback Machine.   |
| Vidhostice                      |                          | lounský          | 1791            | farnost již r. 1384; v době reformace zrušena; od r. 1652 lokálie               | od 1784 | katalog          | CPO Archivováno 10. 2. 2015 na Wayback Machine.   |
| Vinařice                        |                          | lounský          | 1720            | od r. 1352 plebánie                                                             | od 1724 | katalog          | CPO Archivováno 10. 2. 2015 na Wayback Machine.   |
| Vítkov u Chrastavy              |                          | liberecký        | 1676            |                                                                                 | od 1676 | katalog          | CPO Archivováno 10. 2. 2015 na Wayback Machine.   |
| Vlastibořice                    |                          | liberecký        | 1855            | od r. 1393 plebánie; r. 1789 lokálie                                            | od 1789 | katalog          | CPO Archivováno 10. 2. 2015 na Wayback Machine.   |
| Volfartice                      |                          | českolipský      | 1756            | starobylá farnost                                                               | od 1747 | katalog          | CPO Archivováno 11. 2. 2015 na Wayback Machine.   |
| Vratislavice nad Nisou          |                          | liberecký        | 1764            |                                                                                 | od 1653 | katalog          | CPO Archivováno 11. 2. 2015 na Wayback Machine.   |
| Vroutek                         |                          | lounský          | 1854            | velmi stará farnost od r. 1100; od r. 1716 expozitura                           | od 1719 | katalog          | CPO Archivováno 11. 2. 2015 na Wayback Machine.   |
| Všeborsko                       |                          | mladoboleslavský | 1857            | farnost již od r. 1363; později r. 1765 expozitura                              | od 1765 | katalog          | CPO Archivováno 11. 2. 2015 na Wayback Machine.   |
| Všeň                            |                          | turnovský        | 1688            |                                                                                 | od 1664 | katalog          | CPO Archivováno 11. 2. 2015 na Wayback Machine.   |
| Vtelno u Mostu                  |                          | krušnohorský     | 1733            | fara inkorporována oseckému klášteru; od r. 1733 uváděna jako fara              | od 1650 | katalog          | CPO Archivováno 11. 2. 2015 na Wayback Machine.   |
| Vyskeř                          |                          | turnovský        | 1858            | starobylá farnost; později filiálkou turnovského děkanství                      | od 1772 | katalog          | CPO Archivováno 11. 2. 2015 na Wayback Machine.   |
| Vysoká u Mělníka                |                          | mladoboleslavský | 1725            | stará farnost                                                                   | od 1725 | katalog          | CPO Archivováno 11. 2. 2015 na Wayback Machine.   |
| Vysoké nad Jizerou              |                          | turnovský        | 1700            | od r. 1344 plebánie; po třicetileté válce filiálkou fary v Semilech             | od 1695 | katalog          | CPO Archivováno 11. 2. 2015 na Wayback Machine.   |
| Záboří                          |                          | mladoboleslavský | 1862            | od r. 1786 lokálie                                                              | od 1784 | katalog          | CPO Archivováno 11. 2. 2015 na Wayback Machine.   |
| Zabrušany                       |                          | teplický         | 1916            | od r. 1384 plebánie; po Bílé Hoře filiálka k Duchcovu                           | od 1670 | katalog          | CPO Archivováno 11. 2. 2015 na Wayback Machine.   |
| Zahořany u Křešic               |                          | litoměřický      | 1656            |                                                                                 | od 1657 | katalog          | CPO Archivováno 11. 2. 2015 na Wayback Machine.   |
| Zákupy                          | děkanství                | českolipský      | neznámo         |                                                                                 | od 1796 | katalog          | CPO Archivováno 11. 2. 2015 na Wayback Machine.   |
| Zlatá Olešnice                  |                          | turnovský        | 1769            | farnost již v r. 1042                                                           | od 1769 | katalog          | CPO Archivováno 11. 2. 2015 na Wayback Machine.   |
| Zubrnice                        |                          | ústecký          | 1723            | od r. 1384 plebánie                                                             | od 1723 | katalog          | CPO Archivováno 11. 2. 2015 na Wayback Machine.   |
| Žabokliky                       |                          | lounský          | 1669            | od cca r. 1200 plebánie                                                         | od 1669 | katalog          | CPO Archivováno 11. 2. 2015 na Wayback Machine.   |
| Žandov                          |                          | českolipský      | neznámo         | starobylá f. z doby předhusitské; od r. 1775 expoziturou děkanství polického    | od 1763 | katalog          | CPO Archivováno 12. 2. 2015 na Wayback Machine.   |
| Žatec                           | děkanství                | lounský          | neznámo         | zřízena cca r. 1000; v době utrakvistické povýšena na děkanství                 | od 1616 | katalog          | CPO Archivováno 12. 2. 2015 na Wayback Machine.   |
| Želeč                           |                          | lounský          | 1622            | před r. 1360 plebánie                                                           | od 1685 | katalog          | CPO Archivováno 12. 2. 2015 na Wayback Machine.   |
| Želenice                        |                          | teplický         | neznámo         | od r. 1352 plebánie; po Bílé Hoře obnovena zřejmě až r. 1650                    | od 1650 | katalog          | CPO Archivováno 12. 2. 2015 na Wayback Machine.   |
| Železný Brod                    | děkanství od r. 1970     | turnovský        | 1721            | farnost již před r. 1456                                                        | od 1721 | katalog          | CPO Archivováno 12. 2. 2015 na Wayback Machine.   |
| Žerčice                         |                          | mladoboleslavský | 1786            | farnost již v r. 1288                                                           | od 1786 | katalog          | CPO Archivováno 12. 2. 2015 na Wayback Machine.   |
| Žežice                          |                          | ústecký          | neznámo         | od r. 1384 plebánie                                                             | od 1669 | katalog          | CPO Archivováno 12. 2. 2015 na Wayback Machine.   |
| Žibřidice                       |                          | liberecký        | neznámo         | farnost již před r. 1350                                                        | od 1651 | katalog          | CPO Archivováno 12. 2. 2015 na Wayback Machine.   |
| Žim                             |                          | teplický         | 1673 nebo 1699  | od r. 1384 plebánie                                                             | od 1742 | katalog          | CPO Archivováno 12. 2. 2015 na Wayback Machine.   |
| Žitenice                        |                          | litoměřický      | neznámo         | od cca r. 1200 plebánie                                                         | od 1708 | katalog          | CPO Archivováno 12. 2. 2015 na Wayback Machine.   |
| Žitovlice                       |                          | mladoboleslavský | 1875            |                                                                                 | neznámo | katalog          | CPO Archivováno 12. 2. 2015 na Wayback Machine.   |